# 달려라 하니
《달려라 하니》는 이진주가 그린 대한민국의 순정만화이다. KBS가 만화영화로 제작한 초기 방송용 애니메이션이기도 하다. 어린 나이에 어머니를 여읜 소녀 주인공 하니가 역경을 딛고 육상 선수로 성장하는 과정을 그리고 있다.
만화는 86 아시안 게임과 88 서울 올림픽을 앞둔 시점인 1985년부터 1987년까지  만화 잡지 《보물섬》에 인기리에 연재되었으며, 1988년 만화영화가 되었다. 대한민국 최초의 시리즈물 만화영화로 1편격인 달려라 하니는 빛나리 중학교의 신입생 하니가 홍두깨 선생님의 배려의· 지도로 육상선수로 성장하지만, 육상대회에서 접질린 다리를 뒤이어 벌어진 교통사고로 아킬레스건까지 손상받아 장거리 선수로 전향하는 이야기로 제작되었다.

## 방송 일시
| 방송 채널 | 방송일                      | 방송 시간                       | 비고 |
| --------- | --------------------------- | ------------------------------- | ---- |
| KBS 2TV   | 1988년 8월 15일             | 오후 5시 5분 ~ 6시              | 종료 |
| KBS 2TV   | 1988년 8월 21일 ~ 11월 20일 | 일요일 오후 5시 15분 ~ 5시 50분 | 종료 |

## 원작과 만화영화의 다른 점
그렇지만 TV시리즈의 엔딩과 원작인 보물섬에 연재된 엔딩은 전혀 다르다. TV시리즈에서는 건설현장에서 산업재해로 시력을 잃었던 아버지의 눈이 완치되어 하니가 마라톤을 뛰는 모습이 그려졌지만,
원작 보물섬에서는 아버지의 완치내용은 전혀 없다. 보물섬에는 "달려라 하니"의 후작으로 "날아라 하니"가 이어졌는데, 날아라 하니의 내용은 다음과 같다.
눈이 완치가 안 된 하니 아버지가 집에서 낙상으로 죽게 되는데, 하니는 아버지를 제때 돌봐드리지 못했다는 이유로 유지애를 다시 미워하게 되고 두 사람의 갈등 위주로 전개가 된다. 아버지 죽음 이후로 하니 집안이 급격히 기울어져 살던 집이 경매로 넘어가, 유지애와 하니는 하니가 오래전에 살던 아파트 옥상으로 이사가게 되지만, 하니가 유지애를 '엄마'라고 부르는 행복한 이야기로 끝나게 된다.
그리고 원래 하니가 아닌 포니라는 제목으로 추진되었으나, 현대자동차에서 개발한 승용차인 포니를 홍보할 수 있다고 판단하여, 하니로 결정되었다. 하니는 2008년에는 이진주 교수가 살고 있는 서울 강동구에서 주민등록증을 발급받기도 했다.
전혀 다른 스토리의 속편 천방지축 하니가 제작되어 KBS에서 방영되기도 하였는데 이선희가 여기서도 주제가를 불렀다.
2016년에는 NH농협측은 CF전용 가사를 개사하여 이선희가 30년만에 다시 부르게되었고 광고모델 류현진과 함께 하였다. 8월 7일에는 리우 하계 올림픽을 맞이하여 애니메이션사의 제작으로 CF전용 애니메이션 등장하였다. 또한 그 전에 사용하던 CF전용 개사곡까지 삽입하여 NH올원뱅크의 모델이 되었다

## 줄거리
일찍이 어머니를 여의고 해외 근로자로 파견나갔던 아버지와 단둘이 있다는 빛나리중학교 신입생으로 입학하게 되었던 13세의 악바리 소녀 하니. 입학식날 학교로 등교하던 중 체육복 차림의 낯선 아저씨로 알려진 빛나리중학교 체육교사 홍두깨와 충돌하게 되어서 말다툼을 하게 되고 학교 규율부장으로 있었던 오방순과도 싸움을 하면서 중학교에 입학하자마자 말괄량이에 말썽꾼으로 소문이 나게된다. 그리고 뜻밖에도 자기가 만났던 그 아저씨가 학교 선생이자 그것도 자기네 반 담임교사라는 것을 알게 된다. 귀가를 하던 중 자기가 살던 집에 갑자기 이삿짐센터 차량이 짐을 옮기는 것을 보고 이를 저지하다가 탤런트이자 자신의 보호자라고 자처하는 여자인 유지애를 만나게 되자 그녀에 대한 적대감과 불쾌감을 드러내는데....
한편 홍두깨는 하니가 달리는 모습을 보고 그녀가 육상에 소질이 있어보인다는 것을 파악하며 그녀를 육상선수로 키워주기 위해 빛나리중학교에 육상부를 신설하게 된다.

## 등장 인물
- 하니 : 주인공이자 13세의 중학생으로, 친모에 대한 애착이 강하다. 6살 때 어머니를 일찍 여의고 해외로 파견나갔던 아버지의 부재로 사실상 혼자살고 있다(친모의 죽음을 유지애의 탓으로 돌리는데다, 친모하고 어린시절을 보냈던 옛집을 팔아치워 버린 유지애를 무시한다). 한낮 천방지축 소녀에 불과했지만, 하니가 살던 아파트 옥상으로 가서 김치를 담가주는 홍두깨 선생님의 극진한 보살핌과 지도를 받음으로써 육상 엘리트로 성장하게 된다. 마라톤 대회에서 하니가 자신의 천방지축 때문에 힘들었을 오방순 언니, 유지애 아줌마, 학교 선생님들과 친구들을 떠올리는 이야기는 하니의 마음이 자랐음을 뜻한다. 혈액형은 A형이다.

- 홍두깨 : 빛나리중학교 교사인 괴짜 체육 교사이긴 하지만, 유추한 외모 탓에 허구헌 날 주변 사람들로부터 잡상인 취급을 받는다. 처음부터 하니의 재능을 알아보고 육상선수로 키운다. 고은애만 보면 괴로워 했지만, 고은애하고 국수를 먹게 된다.

- 고은애 : 홍두깨 선생의 신부감. 충남 예산이 고향이라 충청도 사투리를 쓰는 편이며 홍 선생의 큰아버지[3]의 중매로 결혼하여, 행복하게 산다. 부모님과 더불어 자신과 똑같이 생긴 6자매를 시골에 남겨두고 홍두깨와 결혼하기 위해 서울에 온다. 결국 홍두깨하고 국수를 먹게 된다.

- 나애리 : 하니의 라이벌. 유지애가 하니의 집을 매각하면서 그녀의 옛집에 살고 있는 중학생 소녀로 단발머리를 하고있다. 어머니의 추억을 그리는 하니가 자신의 집을 염탐하는 것으로 오인하여 파출소(지금의 지구대)로 끌려가는 홍역을 치른다. 그녀하고 갈등을 빚고 있으며 단신이라는 단점을 가지고 있는 하니를 무시하고 기고만장하다 끝내 하니와의 대결에서 패하게 되면서 결국 은퇴를 하게 된다.

- 유지애 : 인기 미녀 탤런트이자, 하니 아빠의 친구이다. 방송 녹화중 하니의 아버지가 조명이 낙하하는 사고로부터 목숨을 구해준 것을 계기로 친해지며, 이것이 하니에게 헌신하는 동기부여가 된다. 그러나 하니는 어머니하고 어린시절을 보냈던 옛집을 팔아치워 버린 자신을 극도로 외면한다. 처음에는 새엄마가 될 그녀를 맹목적으로 반대하는 하니에게 조심스럽게만 다가갔었지만, 나중에 마음을 고쳐먹고 마침 다리를 부상당한 하니의 재기를 위해서 일부러 무서운 척하고 톱탤런트 자리를 차지하고 있던 방송일까지 은퇴해가며 강하게 훈련시켜 재기하게 한다.

- 이창수 : 하니의 남자 친구. 하니를 헌신적으로 돌본다. 양기리, 하니하고 트로이카를 이룬 빛나리 중학교의 육상부 단원이다. 실제 경기에는 기록 미달로 출전이 좌절된다. 처음에는 하니와 수업중에 티격태격하지만 하니의 집안 환경과 고민들을 알게 되면서 하니에게 연민의 감정을 느끼게 된다. 가족으로 부모님하고 대학생 누나가 있다. 혈액형은 O형.

- 이명화 : 창수의 누나이자 대학생 신분. 홍두깨에 대해서 좋은 인상을 가지고 있으며 음악을 전공하고 있다. 홍두깨 선생님과 잠시 연인 관계로 발전하지만, 홍두깨는 지나치게 시골 스타일인 반면에, 음대생인 그녀와는 성격 차이로 맺어지지 못한다.

- 창수의 아빠 이사장 : 창수하고 명화 남매의 아버지. 직장인이며 하니하고도 만난 적이 있다. 창수의 가정환경조사서 보호자 성명에 이사장이라고 나와 있다.

- 창수의 엄마 : 창수와 명화 남매의 어머니. 창수가 육상부에 가입한 것을 못마땅하게 여기며 그만두길 원하며 하니에 지나치게 집착하는 것에도 골치거리를 썩는다.

- 오방순 : 하니와 같은 중학교의 학생이자 학교 선배. 입학식 때 복장 규율위반을 이유로 규율부장으로서 하니를 지적하여 옥신각신하였으나, 나중에 하니가 태도를 바꾸고 육상선수로 뛰게 되면서 응원하게 된다.

- 하니의 어머니 : 하니가 어릴적 고인이 되었다. 하니를 너무나 사랑하는 자상한 엄마였으며, 하니가 항상 사진을 보면서 그리워하는 인물.

- 하니의 아버지 : 해외 공사현장에서의 산업재해로 실명하지만, 수술로 잃어버린 시력을 조금씩 되찾는다. 방송국에서 유지애의 생명을 구해주어 연인 사이로 발전하지만 하니가 자신을 외면하는 바람에 깊은 고민에 빠지기도 한다. 가정환경조사서에 하니의 아버지 이름은 하△X로 나온다.

- 유순한 교장 선생님 : 홍두깨가 창설한 육상부를 괄시하기만 하는 인물. 그러나 창단후 첫 출전에서 육상부가 우승을 차지하자 태도를 바꿔 육상부를 물심양면으로 지원하게 되고, 가정 형편이 어려운 양기리한테는 장학금을 지원해준다.

- 신경질 선생님 : 빛나리 중학교 여교사(사회)로 30대이지만, 아직 시집을 가지 못한 노처녀이며, 결혼이나 연애에 대한 얘기만 들었다 하면 이기적인 반응을 보이는 바람에 결국 시집을 못간 것이다.

- 양기리 : 하니하고 함께 육상부원으로 대회에 한번 출전하지만 5위의 저조한 성적으로 예선에서 미역국을 먹고 만다. 가난한 집안 환경 탓에 홍두깨 선생님한테 허구한 날 간식 타령만 한다(간식을 보장받고 싶은 마음으로 육상부에 지원한 것이다). 남동생 둘, 아버지하고 같이 살며, 아버지께서 건설현장에서 일을 하시다 사고를 당하시는 바람에 어머니께서 행상으로 양기리의 삼형제의 생계를 꾸려나가시게 된다. 그러던 도중 양기리의 어머니께서 새벽시장을 나가시던 날 양기리네 집으로 경찰서에서 연락이 왔는데, 설상가상으로 양기리 형제의 생계를 책임지던 어머니가 뺑소니 교통사고로 돌아가신 것이다(그 이후 양기리가 달걀을 팔아 생계를 꾸려나가게 된다). 만화에서는 다리를 잠시 다친 아버지의 계란 장사 때문에 결석을 하기도 하는데 이 딱한 소식을 전해들은 빛나리중학교 선생님하고 친구들, 창수네 식구들이 양기리의 달걀을 팔아주면서 양기리 형제를 물심양면으로 도와주고, 교장 선생님께서는 양기리에게 장학금을 지원해 주신다.

- 유준태 : 나애리의 코치, 홍두깨 선생의 라이벌이기도 하다. 어린시절부터 자신의 집 소작농의 아들인 홍두깨가 공부, 육상 모든 분야에서 앞서는 것을 시기하여 돈으로 동네 건달들을 매수하여 육상 경기 직전 홍두깨의 발을 다치게 한다(원작에서는 간단하게 그림으로만 설명이 나오지만, '6회 아빠의 귀국' 편에서 흑백처리된 과거 내용으로 일부러 다리를 걸어서 넘어뜨린다.). 제자 나애리와 함께 하니, 홍두깨에게 매번 기고만장하면서 방해 공작을 일삼지만 결국 홍두깨, 하니한테 패하고 육상선수 대표직의 지휘봉을 홍두깨한테 넘겨주고 나서 보따리를 싼다.

- 고은애의 동생들 : 고은애의 손아래 자매들이자 홍두깨의 처제들. 고은애의 고향인 충남 예산에서 서울로 올라왔던 적이 있다. 고은애까지 포함하면 총 6자매이며 언니인 고은애와 외모가 매우 닮아있다.

## 목소리 출연
- 주희 - 하니 역
- (故)장정진[4] - 홍두깨 역
- 김순원 - 이창수 역
- 이진화 - 양기리 역
- (故)정경애[5] - 오방순, 이명희(창수 누나), 육상 선수, 하니 어머니 역
- 김정호 - 교장 선생님
- 김정희 - 신경질 선생님, 창수 엄마 역
- (故)권희덕[6] - 유지애, 경기장내 안내방송 역
- 김성희 - 고은애 역
- 설영범 - 창수 아빠 역
- (故)김병관[7] - 큰 아버지 역
- 최수민 - 해설, 나애리 역
- 김환진 - 유준태 역
- 윤병화 - 하니 아버지 역

## 달려라 하니: 나쁜 계집애[8]
- 정혜원 - 하니
- 강시현 - 나애리
- 홍범기 - 홍두깨
- 곽규미 - 미나
- 김현욱 - 유준태
- 이새벽 - 주나비
- 이상호 - 이창수

## OST
- 「달려라 하니」(KBS판)

작사 : 이진주
작곡 : 방용석
노래 : 이선희
- 「달려라 하니」(애니원판)

작사 : 이진주
작·편곡 : 방용석
노래 : 정여진

## 제작진
- 이진주 원작
- 대원미디어 애니메이션 제작
- 이남홍 음악
- 최경상 음향효과
- 표신수 녹음
- 최용균, 정현수 텔레시네
- 이석인 타이틀 디자인
- 최수형, 민영문 녹음연출
- 조봉남 기획
- KBS, 대원미디어 제작
- 1988~1989 이진주 KBS, 대원미디어 All rights reserved. 저작권
- 대원미디어 배급
- KBS미디어 공급
- 해태제과, 화승그룹 제공

## 나쁜 계집애 제작진
- 빅파인스튜디오(기획 / 제작 / 각본 / 음악)
- 이진주 달려라 하니 - 원작
- 빅파인스튜디오, 플레이칸, 스튜디오고인돌 - 애니메이션 제작
- 플레이칸 더블유에이지 - 제작
- 넥스트엔터테인먼트월드 - 배급

## 방영 목록
| 화차       | 주제                          | 본 방송일        |
| ---------- | ----------------------------- | ---------------- |
| 1화        | 말괄량이 신입생               | 1988년 8월 15일  |
| 2화        | 육상부 탄생! 하니 마음의 비밀 | 1988년 8월 15일  |
| 3화        | 라이벌 등장! 그 이름은 나애리 | 1988년 8월 21일  |
| 4화        | 전국대회를 목표로             | 1988년 8월 28일  |
| 5화        | 대결! 하니와 나애리           | 1988년 9월 4일   |
| 6화        | 아빠의 귀국                   | 1988년 9월 11일  |
| 7화        | 달려라! 저 하늘 끝까지        | 1988년 10월 9일  |
| 8화        | 세계 주니어 대회에 도전!      | 1988년 10월 16일 |
| 9화        | 가슴의 응어리를 풀어, 하니    | 1988년 10월 23일 |
| 10화       | 좌절하지마, 하니              | 1988년 10월 30일 |
| 11화       | 마음의 싸움                   | 1988년 11월 6일  |
| 12화       | 소생하라! 불사조 하니         | 1988년 11월 13일 |
| 최종화(13) | 영광의 골인                   | 1988년 11월 20일 |